# Москільце
Москільце (крим. Mosalqa, рос. Москольцо) — житловий масив Сімферополя, в Залізничному та Київському районах міста. Отримав назву по Московському транспортному кільцю на Московській площі, що є центральною в районі. Сформований на перетині основних транспортних магістралей міста — вул. Київській, вул. Гагаріна та вул. Кечкеметській.

## Опис
Масив знаходиться на північному заході міста, на сході межує з районом Червона гірка, з півдня обмежується річками Салгир і Малий Салгир та Гагарінським парком, з заходу залізницею та районом Жигулін гай, з півночі районом Кримська роза та кордоном міста.
Основні вулиці — Гагаріна, Київська, Гайдара, Ростовська.
Більша частина району забудована хрущівками.
Тут розташовані ринок «Московський» та ринок «Привоз», універмаг «Крим», Сімферопольська клінічна лікарня швидкої медичної допомоги № 6, Храм Святого Веніаміна, Національна академія природоохоронного і курортного будівництва, театр-студія «На Москільці», а також один із найбільших торгових центрів міста — «Південна галерея».
Пам'ятки району — «будинок-корабель», або, як його називають місцеві, «Титанік» (велика дев'ятиповерхівка, що отримала свою назву за радянських часів за зовнішню схожість з білим круїзним лайнером) та найвища житлова споруда Сімферополя — 20-поверховий будинок, побудований методом підняття поверхів.
З центром та іншими частинами міста район зв'язаний тролейбусом, автобусами та маршрутками.

## Історія
Будівництво нового житлового району почалося в 1961 році, з вулиці Перекопської, що йшла від залізничного вокзалу Сімферополь. У тому ж році вулиця отримала назву Гагаріна, як й парк неподалік.
У 1964 році було збудовано шосту міську лікарню, з блочних п'ятиповерхівок почала забудовувалися вулиця Київська.
У 1970-ті роки забудова з обох цих напрямків дійшла до Московської площі. Будинок на 20 поверхів на площі у 1976 році планувався як суперелітний готель для тих, хто прибуває в місто повітряним транспортом, на перших трьох поверхах якого містилася б служба «Кримського зонального агентства повітряних сполучень». Також на першому поверсі хотіли обслуговувати пасажирів міжнародних напрямків та продавати квитки «Аерофлоту». Пізніше було вирішено облаштовувати не готельні номери, а 90 квартир. Будівлю ввели в роботу в 1992 після 16 непростих років будівництва.
У 1981 році через дорогу був збудований «будинок-корабель». За часів СРСР у будинку був найбільший гастроном району — «Московський».
У бік нинішнього Привозу малоповерхова забудова належала до радгоспу Кримська троянда. Навіть на початку 1980-х, коли майже все вздовж Київської було забудовано п'ятиповерховими будинками, багато одноповерхових споруд поряд із Залізничною лікарнею мали адресу Кримська троянда.
В 2010 році на «будинку-кораблі» з'явився напис-графіті «Разом проти фашизму» в пам'ять про українських журналістів Анастасію Бабурову і Станіслава Маркєлова, убитих в Москві у 2009 році. У тому ж 2010 році невідомі патріоти закидали пакетами з фарбою бігборди із зображенням Сталіна.
Після окупації, влітку 2014 року невідомі автори змінили напис на актуальніший «Разом проти рашизму».